# ميشيل لى
ميشيل لى (بالإنجليزية: Michele Lee )‏ (و. 1942  م) هي مغنية، وراقصة، وممثلة مسرحية، وممثلة تلفزيونية، وممثلة أفلام، ومنتجة، ومخرجة أمريكية، ولدت في لوس أنجلوس، بدأت مشوارها المهني سنة 1960.

## روابط خارجية
ميشيل لى على موقع IMDb (الإنجليزية)
- ميشيل لى على موقع ألو سيني (الفرنسية)
- ميشيل لى على موقع ميوزك برينز (الإنجليزية)
- ميشيل لى على موقع تيرنر كلاسيك موفيز (الإنجليزية)
- ميشيل لى على موقع أول موفي (الإنجليزية)
- ميشيل لى على موقع قاعدة بيانات برودواي على الإنترنت (الإنجليزية)
- ميشيل لى على موقع قاعدة بيانات برودواي على الإنترنت (الإنجليزية)
- ميشيل لى على موقع قاعدة بيانات الأفلام السويدية (السويدية)
- ميشيل لى على موقع إن إن دي بي (الإنجليزية)
- ميشيل لى على موقع ديسكوغز (الإنجليزية)